# Chan Yung-jan
Este es un nombre chino; el apellido es Chan (詹).
Chan Yung-jan (en chino tradicional, 詹詠然; en chino simplificado, 詹咏然; pinyin, Zhān Yǒngrán) es una tenista profesional de Taiwán. Chan nació el 17 de agosto de 1989 en Dongshih, en la región de Taichung, y actualmente vive en Taipéi.
A lo largo de su carrera ha ganado 17 títulos individuales de la ITF, así como 27 títulos de la WTA y 18 de la ITF en categoría de dobles.
En el Abierto de Australia de 2007, alcanzó la final en la categoría de dobles femenino junto con la también taiwanesa Chuang Chia-jung, aunque perdieron en tres sets ante Cara Black y Liezel Huber. Ese mismo año, la pareja de jugadores de Taiwán alcanzó la final del Abierto de Estados Unidos, aunque también perdieron la final, esta vez ante Nathalie Dechy y Dinara Sáfina.
Chan es la hermana mayor del tenista profesional Chan Hao-ching (también conocida como Angel Chan). Las hermanas han jugado juntas en muchos torneos de dobles. En 2024 anunció que se le diagnosticó de POTS en 2014, una enfermedad que se creyó iba a terminar su carrera.

## Torneos de Grand Slam

### Dobles

#### Títulos (1)
| Año  | Torneo            | Pareja         | Oponentes en la final             | Resultado |
| 2017 | Abierto de EE.UU. | Martina Hingis | Lucie Hradecká Kateřina Siniaková | 6-3, 6-2  |

#### Finalista (3)
| Año  | Torneo               | Pareja           | Oponentes en la final                | Resultado     |
| 2007 | Abierto de Australia | Chia-Jung Chuang | Cara Black Liezel Huber              | 4-6, 7-6, 1-6 |
| 2007 | Abierto de EE.UU.    | Chia-Jung Chuang | Nathalie Dechy Dinara Sáfina         | 4-6, 2-6      |
| 2015 | Abierto de Australia | Jie Zheng        | Bethanie Mattek-Sands Lucie Šafářová | 4-6, 6-7(5)   |

### Dobles mixto

#### Títulos (3)
| Año  | Torneo        | Pareja     | Oponentes en la final             | Resultado           |
| 2018 | Roland Garros | Ivan Dodig | Gabriela Dabrowski Mate Pavić     | 6-1, 6-7(5), [10-8] |
| 2019 | Roland Garros | Ivan Dodig | Gabriela Dabrowski Mate Pavić     | 6-1, 7-6(5)         |
| 2019 | Wimbledon     | Ivan Dodig | Jeļena Ostapenko Robert Lindstedt | 6-2, 6-3            |

#### Finalista (1)
| Año  | Torneo               | Pareja      | Oponentes en la final            | Resultado        |
| 2011 | Abierto de Australia | Paul Hanley | Katarina Srebotnik Daniel Nestor | 3–6, 6–3, [7–10] |

## Títulos WTA (33; 0+33)

### Individual (0)
| Leyenda                                        |
| ---------------------------------------------- |
| Grand Slam (0)                                 |
| WTA Tour Championships (0)                     |
| Tier I, P. Mandatory & Premier 5, WTA 1000 (0) |
| Tier II, Premier, WTA 500 (0)                  |
| Tier III & IV, International, WTA 250 (0)      |

#### Finalista (1)
| #  | Fecha                 | Torneo  | Superficie | Oponente en la final | Resultado |
| -- | --------------------- | ------- | ---------- | -------------------- | --------- |
| 1. | 14 de octubre de 2007 | Bangkok | Dura       | Flavia Pennetta      | 1-6, 3-6  |

### Dobles (33)
| Leyenda                                        |
| ---------------------------------------------- |
| Grand Slam (1)                                 |
| WTA Tour Championships (0)                     |
| Tier I, P. Mandatory & Premier 5, WTA 1000 (9) |
| Tier II, Premier, WTA 500 (7)                  |
| Tier III & IV, International, WTA 250 (16)     |

| No. | Fecha                    | Torneo                | Superficie    | Pareja           | Oponentes en la final                  | Resultado           |
| 1.  | 2 de octubre de 2005     | Seúl                  | Dura          | Chia-Jung Chuang | Jill Craybas Natalie Grandin           | 6-2, 6-4            |
| 2.  | 18 de febrero de 2007    | Bangalore             | Dura          | Chia-Jung Chuang | Su-Wei Hsieh Alla Kudryavtseva         | 6-7(4), 6-2, [11-9] |
| 3   | 17 de junio de 2007      | Birmingham            | Hierba        | Chia-Jung Chuang | Sun Tiantian Meilen Tu                 | 7-6(3), 6-3         |
| 4.  | 23 de junio de 2007      | 's-Hertogenbosch      | Hierba        | Chia-Jung Chuang | Anabel Medina Virginia Ruano           | 7-5, 6-2            |
| 5.  | 10 de febrero de 2008    | Pattaya City          | Dura          | Chia-Jung Chuang | Su-Wei Hsieh Vania King                | 6-4, 6-3            |
| 6.  | 18 de mayo de 2008       | Roma                  | Tierra batida | Chia-Jung Chuang | Iveta Benešová Janette Husárová        | 7-6(5), 6-3         |
| 7.  | 28 de julio de 2008      | Los Ángeles           | Dura          | Chia-Jung Chuang | Eva Hrdinová Vladimíra Uhlířová        | 2-6, 7-5, [10-4]    |
| 8.  | 27 de septiembre de 2009 | Seúl                  | Dura          | Jie Zheng        | Carly Gullickson Nicole Kriz           | 6-3, 6-4            |
| 9.  | 27 de febrero de 2010    | Kuala Lumpur          | Dura          | Jie Zheng        | Anastasia Rodionova Arina Rodionova    | 6-7(4), 6-2, [10-7] |
| 10. | 5 de enero de 2013       | Shenzhen              | Dura          | Hao-Ching Chan   | Irina Buryachok Valeria Solovieva      | 6-0, 7-5            |
| 11. | 21 de junio de 2014      | Eastbourne            | Hierba        | Hao-Ching Chan   | Martina Hingis Flavia Pennetta         | 6-3, 5-7, [10-7]    |
| 12. | 15 de febrero de 2015    | Pattaya City          | Dura          | Hao-Ching Chan   | Shuko Aoyama Tamarine Tanasugarn       | 2-6, 6-4, [10-3]    |
| 13. | 23 de agosto de 2015     | Cincinnati            | Dura          | Hao-Ching Chan   | Casey Dellacqua Yaroslava Shvédova     | 7-5, 6-4            |
| 14. | 19 de septiembre de 2015 | Tokio (International) | Dura          | Hao-Ching Chan   | Misaki Doi Kurumi Nara                 | 6-1, 6-2            |
| 15. | 14 de febrero de 2016    | Kaohsiung             | Dura          | Hao-Ching Chan   | Eri Hozumi Miyu Kato                   | 6-4, 6-3            |
| 16. | 27 de febrero de 2016    | Doha                  | Dura          | Hao-Ching Chan   | Sara Errani Carla Suárez               | 6-3, 6-3            |
| 17. | 16 de octubre de 2016    | Hong Kong             | Dura          | Hao-Ching Chan   | Naomi Broady Heather Watson            | 6-3, 6-1            |
| 18. | 5 de febrero de 2017     | Taipéi                | Dura          | Hao-Ching Chan   | Lucie Hradecká Kateřina Siniaková      | 6-4, 6-2            |
| 19. | 18 de marzo de 2017      | Indian Wells          | Dura          | Martina Hingis   | Lucie Hradecká Kateřina Siniaková      | 7-6(4), 6-2         |
| 20. | 13 de mayo de 2017       | Madrid                | Tierra batida | Martina Hingis   | Tímea Babos Andrea Hlaváčková          | 6-4, 6-3            |
| 21. | 21 de mayo de 2017       | Roma                  | Tierra batida | Martina Hingis   | Yekaterina Makarova Yelena Vesnina     | 7-5, 7-6(4)         |
| 22. | 25 de junio de 2017      | Mallorca              | Hierba        | Martina Hingis   | Jelena Janković Anastasija Sevastova   | w/o                 |
| 23. | 1 de julio de 2017       | Eastbourne            | Hierba        | Martina Hingis   | Ashleigh Barty Casey Dellacqua         | 6-3, 7-5            |
| 24. | 19 de agosto de 2017     | Cincinnati            | Dura          | Martina Hingis   | Su-Wei Hsieh Monica Niculescu          | 4-6, 6-4, [10-7]    |
| 25. | 10 de septiembre de 2017 | Abierto de EE. UU.    | Dura          | Martina Hingis   | Lucie Hradecká Kateřina Siniaková      | 6-3, 6-2            |
| 26. | 30 de septiembre de 2017 | Wuhan                 | Dura          | Martina Hingis   | Shuko Aoyama Zhaoxuan Yang             | 7-6(5), 3-6, [10-4] |
| 27. | 8 de octubre de 2017     | Pekín                 | Dura          | Martina Hingis   | Tímea Babos Andrea Hlaváčková          | 6-1, 6-4            |
| 28. | 15 de octubre de 2017    | Hong Kong             | Dura          | Hao-Ching Chan   | Lu Jiajing Qiang Wang                  | 6-1, 6-1            |
| 29. | 5 de agosto de 2018      | San José              | Dura          | Květa Peschke    | Lyudmyla Kichenok Nadiia Kichenok      | 6-4, 6-1            |
| 30. | 12 de enero de 2019      | Hobart                | Dura          | Hao-Ching Chan   | Kirsten Flipkens Johanna Larsson       | 6-3, 3-6, [10-6]    |
| 31. | 16 de febrero de 2019    | Doha                  | Dura          | Hao-Ching Chan   | Anna-Lena Grönefeld Demi Schuurs       | 6-1, 3-6, [10-6]    |
| 32. | 29 de junio de 2019      | Eastbourne            | Hierba        | Hao-Ching Chan   | Kirsten Flipkens Bethanie Mattek-Sands | 2-6, 6-3, [10-6]    |
| 33. | 21 de septiembre de 2019 | Osaka (Pacífico)      | Dura          | Hao-Ching Chan   | Hsieh Shu-ying Su-Wei Hsieh            | 7-5, 7-5            |

#### Finalista (26)
| No. | Fecha                    | Torneo               | Superficie    | Pareja              | Oponentes en la final                   | Resultado              |
| 1.  | 8 de octubre de 2006     | Tokio                | Dura          | Chia-Jung Chuang    | Vania King Jelena Kostanić Tošić        | 6-7(2), 7-5, 2-6       |
| 2.  | 27 de enero de 2007      | Abierto de Australia | Dura          | Chia-Jung Chuang    | Cara Black Liezel Huber                 | 4-6, 7-6(4), 1-6       |
| 3.  | 11 de febrero de 2007    | Pattaya City         | Dura          | Chia-Jung Chuang    | Nicole Pratt Mara Santangelo            | 4-6, 6-7(4)            |
| 4   | 18 de marzo de 2007      | Indian Wells         | Dura          | Chia-Jung Chuang    | Lisa Raymond Samantha Stosur            | 3-6, 5-7               |
| 5.  | 26 de mayo de 2007       | Estambul             | Tierra batida | Sania Mirza         | Agnieszka Radwańska Urszula Radwańska   | 1-6, 3-6               |
| 6.  | 9 de septiembre de 2007  | Abierto de EE. UU.   | Dura          | Chia-Jung Chuang    | Nathalie Dechy Dinara Sáfina            | 4-6, 2-6               |
| 7.  | 7 de octubre de 2007     | Stuttgart            | Dura          | Chia-Jung Chuang    | Květa Peschke Renae Stubbs              | 7-6(5), 6-7(4), [2-10] |
| 8.  | 9 de marzo de 2008       | Bangalore            | Dura          | Chia-Jung Chuang    | Shuai Peng Sun Tiantian                 | 4-6, 7-5, [8-10]       |
| 9.  | 24 de mayo de 2008       | Estrasburgo          | Tierra batida | Chia-Jung Chuang    | Yan Zi Tatiana Perebiynis               | 4-6, 7-6(3), [6-10]    |
| 10. | 2 de agosto de 2009      | Stanford             | Dura          | Monica Niculescu    | Serena Williams Venus Williams          | 4-6, 1-6               |
| 11. | 16 de enero de 2010      | Hobart               | Dura          | Monica Niculescu    | Chia-Jung Chuang Kveta Peschke          | 6-3, 3-6, [7-10]       |
| 12. | 1 de agosto de 2010      | Stanford             | Dura          | Jie Zheng           | Lindsay Davenport Liezel Huber          | 5-7, 7-6(6), [8-10]    |
| 13. | 12 de febrero de 2012    | Pattaya City         | Dura          | Hao-Ching Chan      | Sania Mirza Anastasia Rodionova         | 6-3, 1-6, [8-10]       |
| 14. | 6 de abril de 2014       | Charleston           | Tierra batida | Hao-Ching Chan      | Anabel Medina Yaroslava Shvédova        | 6-7(4), 2-6            |
| 15. | 20 de abril de 2014      | Kuala Lumpur         | Dura          | Saisai Zheng        | Tímea Babos Hao-Ching Chan              | 3-6, 4-6               |
| 16. | 30 de enero de 2015      | Abierto de Australia | Dura          | Jie Zheng           | Bethanie Mattek-Sands Lucie Šafářová    | 4-6, 6-7(5)            |
| 17. | 27 de junio de 2015      | Eastbourne           | Dura          | Jie Zheng           | Caroline Garcia Katarina Srebotnik      | 6-7(5), 2-6            |
| 18. | 26 de septiembre de 2015 | Tokio (Pacífico)     | Dura          | Hao-Ching Chan      | Garbiñe Muguruza Carla Suárez           | 5-7, 1-6               |
| 19. | 10 de octubre de 2015    | Pekín                | Dura          | Hao-Ching Chan      | Martina Hingis Sania Mirza              | 7-6(9), 1-6, [8-10]    |
| 20. | 25 de junio de 2016      | Eastbourne           | Hierba        | Hao-Ching Chan      | Darija Jurak Anastasia Rodionova        | 7-5, 6-7(4), [6-10]    |
| 21. | 27 de mayo de 2017       | Estrasburgo          | Tierra batida | Hao-Ching Chan      | Ashleigh Barty Casey Dellacqua          | 4-6, 2-6               |
| 22. | 12 de enero de 2018      | Sídney               | Dura          | Andrea Hlaváčková   | Gabriela Dabrowski Xu Yifan             | 3-6, 1-6               |
| 23. | 12 de agosto de 2018     | Montreal             | Dura          | Yekaterina Makarova | Ashleigh Barty Demi Schuurs             | 6-4, 3-6, [8-10]       |
| 24. | 5 de enero de 2019       | Brisbane             | Dura          | Hao-Ching Chan      | Nicole Melichar Květa Peschke           | 1-6, 1-6               |
| 25. | 7 de febrero de 2021     | Melbourne I          | Dura          | Hao-Ching Chan      | Barbora Krejčíková Kateřina Siniaková   | 3-6, 6-7(4)            |
| 26. | 25 de febrero de 2023    | Dubái                | Dura          | Hao-Ching Chan      | Veronika Kudermétova Liudmila Samsónova | 4-6, 7-6(4), [1-10]    |

## WTA 125s

#### Dobles (2)
| N.º | Fecha                    | Torneos | Superficie | Pareja         | Oponentes                           | Resultado |
| --- | ------------------------ | ------- | ---------- | -------------- | ----------------------------------- | --------- |
| 1.  | 27 de septiembre de 2013 | Ningbo  | Dura       | Shuai Zhang    | Irina Buryachok Oksana Kalashnikova | 6-2, 6-1  |
| 2.  | 9 de noviembre de 2014   | Taipéi  | Dura (i)   | Hao-Ching Chan | Kai-Chen Chang Chia-Jung Chuang     | 6-4, 6-3  |

## Clasificación en torneos

### Individuales
| Torneo                    | 2003 | 2004 | 2005 | 2006  | 2007  | 2008  | Carrera | Carrera V-D |
| ------------------------- | ---- | ---- | ---- | ----- | ----- | ----- | ------- | ----------- |
| Abierto de Australia      | A    | A    | A    | Q     | 1R    | 1R    | 0/2     | 0–2         |
| Roland Garros             | A    | A    | A    | Q     | 1R    | 1R    | 0/2     | 0–2         |
| Wimbledon                 | A    | A    | A    | 1R    | 1R    | 1R    | 0/3     | 0–3         |
| Abierto de Estados Unidos | A    | A    | 1R   | 1R    | 1R    | 2R    | 0/3     | 1–4         |
| Participaciones           | 0/0  | 0/0  | 0/1  | 0/2   | 0/4   | 0/4   | 0/11    |             |
| Grand Slam V-D            | 0–0  | 0–0  | 0–1  | 0–2   | 0–4   | 1–4   |         | 1–11        |
| WTA Tour Championships    | A    | A    | A    | A     | A     |       | 0/0     | 0–0         |
| Doha1                     | -    | -    | -    | -     | -     | 1R    | 0/1     | 0–1         |
| Indian Wells              | A    | A    | A    | A     | 1R    | 3R    | 0/2     | 2–2         |
| Miami                     | A    | A    | A    | A     | 2R    | 2R    | 0/2     | 2–2         |
| Charleston                | A    | A    | A    | A     | 3R    | 1R    | 0/2     | 2–2         |
| Berlín                    | A    | A    | A    | A     | A     | 2R    | 0/1     | 1–1         |
| Roma                      | A    | A    | A    | A     | A     | Q     | 0/0     | 0–0         |
| San Diego1                | A    | A    | A    | A     | 1R    | -     | 0/1     | 0–1         |
| Montreal/Toronto          | A    | A    | A    | A     | A     | 1R    | 0/1     | 0–1         |
| Tokio                     | A    | A    | A    | A     | A     |       | 0/0     | 0–0         |
| Moscú                     | A    | A    | A    | A     | A     |       | 0/0     | 0–0         |
| Zúrich1                   | A    | A    | A    | A     | A     | -     | 0/0     | 0–0         |
| Torneos Jugados           | 0    | 0    | 1    | 3     | 17    | 15    | 36      |             |
| Finales jugadas           | 0    | 0    | 0    | 0     | 1     | 0     | 0       |             |
| Torneos Ganados           | 0    | 0    | 0    | 0     | 0     | 0     | 0       |             |
| Dura V-D                  | 0–0  | 14-2 | 13-5 | 27-8  | 12–10 | 8-9   |         | 55-20       |
| Tierra batida V-D         | 3–1  | 5–1  | 0–0  | 5–1   | 9–4   | 7-6   |         | 29-13       |
| Hierba V-D                | 0–0  | 0–0  | 0–0  | 3–1   | 1–3   |       |         | 4–3         |
| Moqueta V-D               | 0–0  | 3–1  | 7–2  | 10-1  | 12-2  |       |         | 30-4        |
| Total V-D                 | 3-1  | 22-4 | 20-7 | 45-11 | 34-19 | 15-15 |         | 139-57      |
| Ranking                   |      | 458  | 219  | 73    | 64    |       |         |             |

- A = Ausente, no participó en el torneo
- G = Ganadora del torneo
- F = Finalista
- SF = Semifinalista
- CF = Cuartos de final
- Q = Clasificación
- V-D = Ganados/Perdidos

1A partir de 2008, el Torneo de Doha es considerado de categoría Tier I, sustituyendo a los torneos de San Diego y Zúrich.

### Dobles
| Torneo                    | 2003 | 2004 | 2005 | 2006 | 2007  | 2008            | 2009            | 2010            | 2011            | 2012            | 2013            | 2014            | 2015  | 2016  | 2017 | Carrera | Carrera V-D |
| ------------------------- | ---- | ---- | ---- | ---- | ----- | --------------- | --------------- | --------------- | --------------- | --------------- | --------------- | --------------- | ----- | ----- | ---- | ------- | ----------- |
| Grand Slam                |      |      |      |      |       |                 |                 |                 |                 |                 |                 |                 |       |       |      |         |             |
| Abierto de Australia      | A    | A    | A    | A    | F     | 3R              | 1R              | 3R              | 3R              | A               | 1R              | 1R              | F     | CF    | 1R   | 0/10    | 19–10       |
| Roland Garros             | A    | A    | A    | A    | CF    | CF              | A               | 3R              | 3R              | 3R              | A               | 2R              | 3R    | CF    | SF   | 0/9     | 22–9        |
| Wimbledon                 | A    | A    | A    | A    | 3R    | 1R              | 1R              | 1R              | 2R              | 1R              | A               | 1R              | 1R    | 2R    | CF   | 0/10    | 7–10        |
| Abierto de Estados Unidos | A    | A    | A    | A    | F     | 1R              | 2R              | SF              | 1R              | 1R              | 1R              | 2R              | CF    | 2R    | G    | 1/11    | 14–10       |
| Participaciones           | 0/0  | 0/0  | 0/0  | 0/0  | 0/4   | 0/4             | 0/3             | 0/4             | 0/4             | 0/3             | 0/2             | 0/4             | 0/4   | 0/4   | 1/4  | 1/38    |             |
| Grand Slam V-D            | 0–0  | 0–0  | 0–0  | 0–0  | 15-4  | 5-4             | 1-3             | 7-4             | 5-4             | 2-3             | 0-2             | 2-4             | 10-4  | 8-4   | 13-3 |         | 59-38       |
| Torneo de fin de año      |      |      |      |      |       |                 |                 |                 |                 |                 |                 |                 |       |       |      |         |             |
| WTA Tour Championships    | A    | A    | A    | A    | SF    | No se clasificó | No se clasificó | No se clasificó | No se clasificó | No se clasificó | No se clasificó | No se clasificó | SF    | CF    |      | 0/3     | 2–4         |
| Estadísticas              |      |      |      |      |       |                 |                 |                 |                 |                 |                 |                 |       |       |      |         |             |
| Torneos Jugados           | 0    | 0    | 1    | 1    | 17    | 22              | 13              | 17              | 15              | 11              | 6               | 18              | 19    | 20    |      | 160     |             |
| Finales jugadas           | 0    | 0    | 1    | 1    | 9     | 5               | 2               | 3               | 0               | 1               | 1               | 3               | 7     | 3     | 12   | 48      |             |
| Torneos Ganados           | 0    | 0    | 1    | 0    | 3     | 3               | 1               | 1               | 0               | 0               | 1               | 1               | 3     | 3     | 11   | 28      |             |
| Total V-D                 | 1-0  | 21-4 | 19-6 | 34-6 | 56-16 | 35-19           | 12-12           | 34-16           | 14-15           | 10-11           | 8-5             | 25-17           | 39-16 | 33-18 | 0-0  |         | 261-144     |
| Ranking                   |      | 287  | 148  | 107  | 8     | 17              | 52              | 18              | 42              | 72              | 98              | 36              | 8     | 11    |      |         |             |

- A = Ausente, no participó en el torneo
- G = Ganadora del torneo
- F = Finalista
- SF = Semifinalista
- CF = Cuartos de final
- Q = Clasificación
- V-D = Ganados/Perdidos

1A partir de 2008, el Torneo de Doha es considerado de categoría Tier I, sustituyendo a los torneos de San Diego y Zúrich.